# Трэвис Бикл
Трэ́вис Бикл — персонаж и главный антигерой фильма «Таксист» Мартина Скорсезе. Был сыгран Робертом де Ниро, который был номинирован на премию «Оскар» за эту роль.

## Биография
Трэвис Бикл — одинокий 26-летний мужчина, который раньше служил в морской пехоте 4 года — с 1969 по 1973 г. во Вьетнамской войне. Страдая от хронической бессонницы, он устраивается работать ночным таксистом в Нью-Йорке. В свободное время Трэвис посещает порнокинотеатры либо бесцельно кружит за рулём своего такси по задворкам города.
Ему удаётся познакомиться с девушкой по имени Бетси, которая работает в штабе выборов нью-йоркского сенатора Чарльза Палантайна. На следующий день после свидания в кафе Трэвис приглашает её в кинотеатр, где идёт порнофильм. Он не разбирается в кино, но девушка, посчитав его ненормальным, уходит. Трэвис чувствует себя потерянным и брошенным. Попытки вернуть общение с Бетси ни к чему не приводят. Однажды в такси Трэвиса садится полубезумный бизнесмен, который поворачивает его мысли к насилию, рассказав о своём намерении убить жену, по его словам, изменяющую ему с негром.
Будучи за рулём, Трэвис знакомится с Айрис — 12-летней девочкой-проституткой, сбежавшей от своего сутенёра. Он пытается «спасти» падшего ангела — уговорить вернуться к родителям и в школу. Однако девочка не прочь вернуться обратно к сутенёру, поскольку он, как ей кажется, любит её.
Трэвис окончательно приходит к мысли, что пора вычистить всю «грязь» из города. Он, как ветхозаветный пророк, мечтает о ливне, который вычистит весь город. Для этого он покупает четыре пистолета. Случайно оказавшись свидетелем ограбления магазина, Трэвис стреляет в чернокожего грабителя, которого продавец затем остервенело добивает. Отчасти из ревности к Бетси, отчасти из-за общего своего состояния Трэвис решает начать с убийства сенатора Палантайна, однако, увидев, что его заметили люди из службы безопасности, сбегает.
Затем он идёт к сутенёру, стреляет ему в живот, врывается в бордель, убивает вышибалу и мафиози, пришедшего воспользоваться услугами Айрис. В ходе перестрелки Трэвис получает ранения в шею и в плечо. Кажется, что он умирает от пулевых ран. Однако в следующей сцене показано письмо родителей Айрис к Трэвису, в котором они называют его героем. Судя по всему, история учинённой им в борделе расправы получает широкий общественный резонанс и многие искренне восхищаются им.
В последней сцене показано, как в такси Бикла вновь садится Бетси. Она считает его героем, но он себя таковым не считает. Бикл довозит её до дома, не берёт плату и уезжает.